# Piper PA-44 Seminole
Il Piper PA-44 Seminole è un bimotore da turismo ad ala bassa prodotto dall'azienda statunitense Piper Aircraft.
Sviluppo dei monomotori Piper Cherokee, viene utilizzato soprattutto per addestramento al volo con gli aerei plurimotore. Il Seminole è stato costruito nel 1979-82, nel 1989-90 ed ancora dal 1995.

## Storia

### Sviluppo
I primi Seminole in produzione sono forniti di due motori Lycoming O-360-E1A6D 180-hp (135 kW). Il motore destro è una variante del Lycoming LO-360-E1A6D, che gira nel verso opposto al motore di sinistra. Questa caratteristica rende il velivolo più controllabile nel caso un motore debba essere interrotto o si spenga. I successivi Seminole prodotti sono stati costruiti con motori Lycoming O-360-A1H6. Questo aereo è stato certificato il 10 marzo 1978.
La versione PA-44-180T Turbo Seminole è stata certificata il 29 novembre 1979 ed è stata sviluppata fra il 1981 e il 1982, aveva due motori Lycoming TO-360-E1A6D da 180-hp (135 kW) dotati di turbocompressore. Il peso lordo al decollo del Turbo Seminole è 3925 libbre (1780 chilogrammi), mentre il peso all'atterraggio rimane a 3800 libbre (1723 chilogrammi).

## Varianti
PA-44-180 Seminole
versione con due motori Lycoming O-360-E1A6D o due Lycoming O-360-A1H6.
PA-44-180T Turbo Seminole
versione con due motori Lycoming TO-360-E1A6D dotati di turbocompressore.

## Velivoli comparabili
- Beechcraft Duchess
- Gulfstream American GA-7 Cougar